# Muhammad an-Nasir (polityk)
Muhammad an-Nasir (arab. محمد الناصر, Muḥammad an-Nāṣir; fr. Mohamed Ennaceur; ur. 21 marca 1934 w Al-Dżammie) – tunezyjski polityk, minister pracy i spraw społecznych w latach 1974–1977, 1979–1985 i w 2011, przewodniczący Zgromadzenia Przedstawicieli Ludowych od 4 grudnia 2014 do 25 lipca 2019, pełniący obowiązki prezydenta Tunezji od 25 lipca do 23 października 2019.